# Cardenal vermell
El cardenal vermell (Cardinalis cardinalis), també conegut com a cardenal del nord o simplement cardenal, és un au nord-americana de la família Cardinalidae. Habita des del sud del Canadà fins al nord de Guatemala i Belize, passant per la part oriental dels Estats Units des de Maine fins a Texas i per Mèxic. Se li pot trobar en boscos, jardins i pantans.
El cardenal del nord és un ocell cantador de grandària mitjana amb una longitud corporal de 21-23 cm. Té un distintiu plomall i una màscara en la cara que és negra en el mascle i gris en la femella. Presenta dimorfisme sexual en la seva coloració; el plomatge del mascle és vermell brillant, mentre que el de la femella és d'un to opac que barreja vermell i cafè. El cardenal del nord és predominantment granívor, però també s'alimenta d'insectes i fruita. El mascle té un comportament territorial, delimitant el seu territori amb el seu cant. Com a part del seu festeig, el mascle alimenta la femella de bec a bec amb llavors. Es produeixen de 2 a 4 postes a l'any, cadascuna d'entre 3 i 4 ous. Alguna vegada aquesta espècie va ser apreciada com a mascota, però la seva venda com a ocell de gàbia es troba prohibida als Estats Units des de 1918.